# Día (hija de Licaón)
Día (Δία, Dia) es, en la mitología griega, una de las hijas de Licaón y madre de Dríope, a quien tuvo de sus amores con Apolo, si bien otras versiones hacen a la misma Dríope amante de Apolo.
Algunas fuentes, como la enciclopedia Espasa, llaman Cía a este personaje secundario.